# Comuna Saku
Saku (în germană Sack) este o comună (vald) din Județul Harju, Estonia.
Comuna cuprinde un număr de 2 târgușoare și 20 de sate.
Reședința comunei este târgușorul Saku (Saku). Localitatea a fost locuită de germanii baltici.

## Localități componente

### Târgușoare
- Saku (Saku)
- Kiisa

### Sate
- Jälgimäe
- Juuliku
- Kajamaa
- Kanama
- Kasemetsa
- Kirdalu
- Kurtna (Kurtena)
- Lokuti (Locketal; Paulshof)
- Männiku
- Metsanurme
- Rahula
- Roobuka
- Saustinõmme
- Sookaera-Metsanurga
- Tänassilma
- Tagadi
- Tammejärve
- Tammemäe
- Tõdva
- Üksnurme